# Bergün/Bravuogn
Bergün/Bravuogn (Duits: Bergün; Reto-Romaans: Bravuogn; Bargunblesser: Brauégn; Italiaans (verouderd): Bergogno) is een plaats in het Zwitserse kanton Graubünden in het district Albula. Met ingang van 2018 is de gemeente Bergün gefuseerd met de buurgemeente Filisur.
Bergün telt 507 inwoners verdeeld over de vier woonkernen Bergün, Latsch, Preda en Stuls. Bergün ligt op 1367 meter hoogte en heeft een oppervlakte van 14.576 hectare. Voornaamste bronnen van inkomsten zijn het toerisme en de landbouw.
Beroemd is de Schlittelbahn (sleeafdaling) die over een afstand van 6 kilometer van Preda (1790 meter hoogte) naar Bergün voert.
Bergün heeft het hoogstgelegen openbare openluchtzwembad van Zwitserland.
Bergün ligt aan de Albulabahn van de Rhätische Bahn, aan een deel van de spoorlijn dat in 2008 door UNESCO op de Werelderfgoedlijst is geplaatst. Het traject naar Preda telt 5 keertunnels. In juni 2012 werd in het oude Zeughaus naast het station het Bahnmuseum Albula geopend.

## Foto's

Bergün/Bravuogn
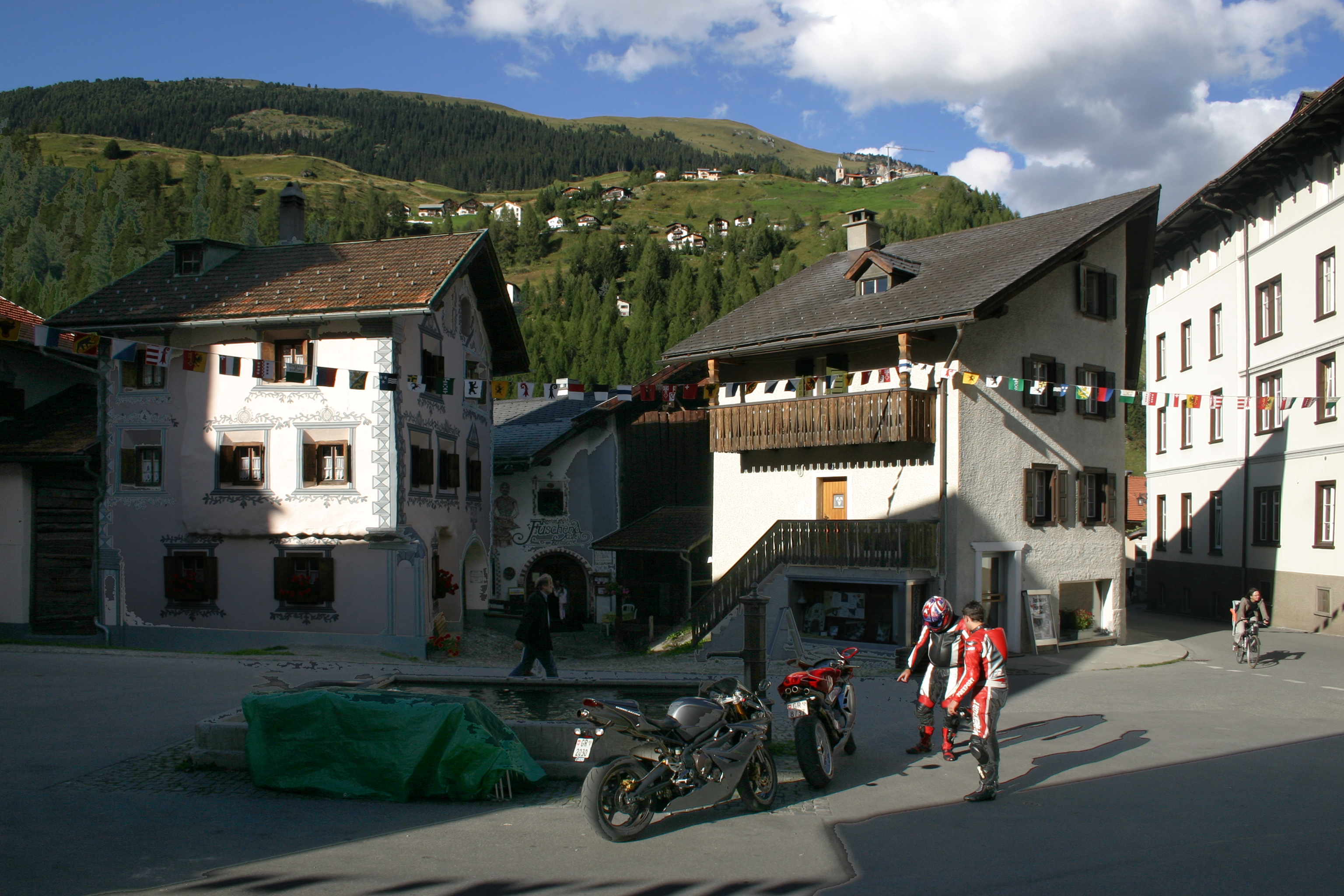
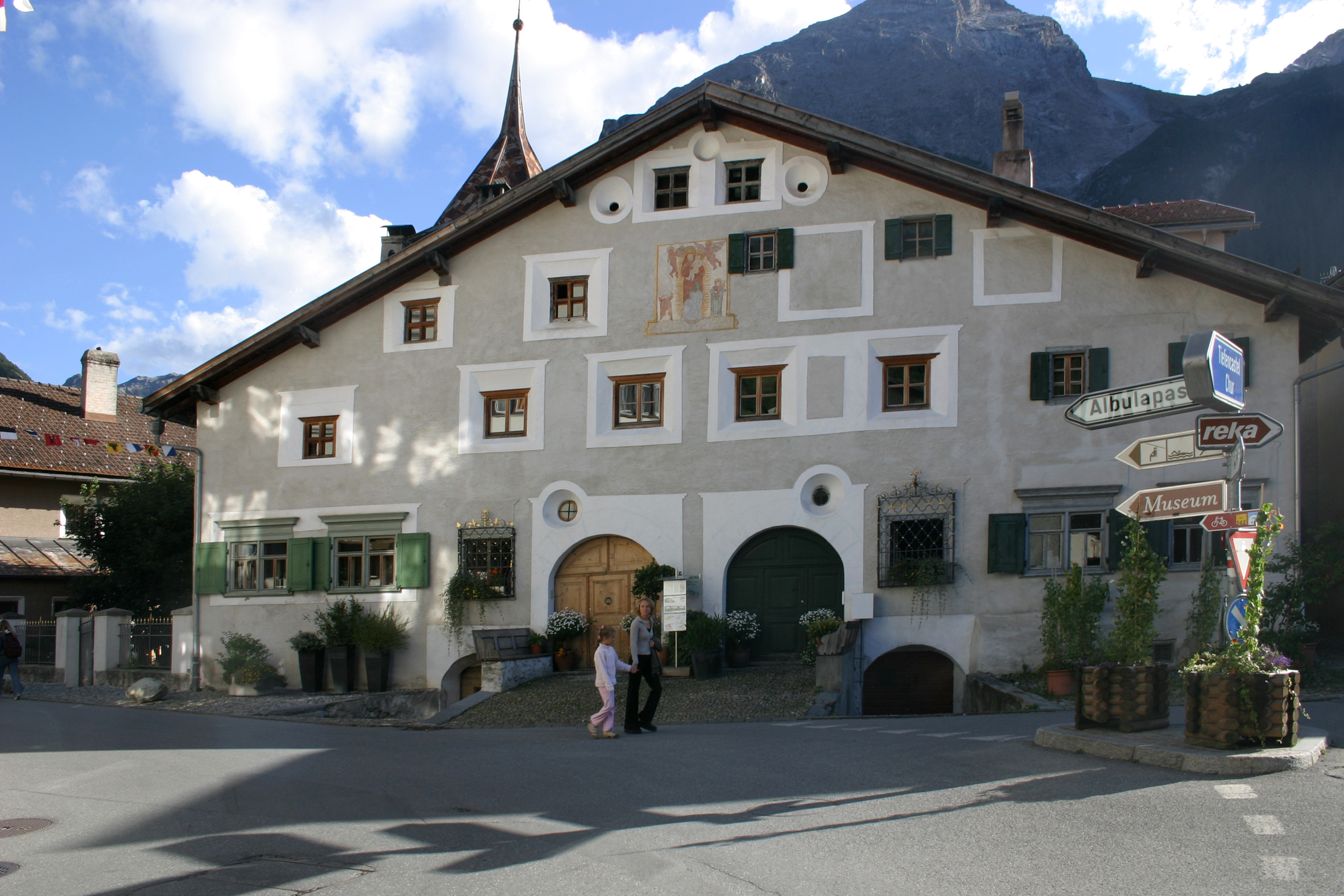
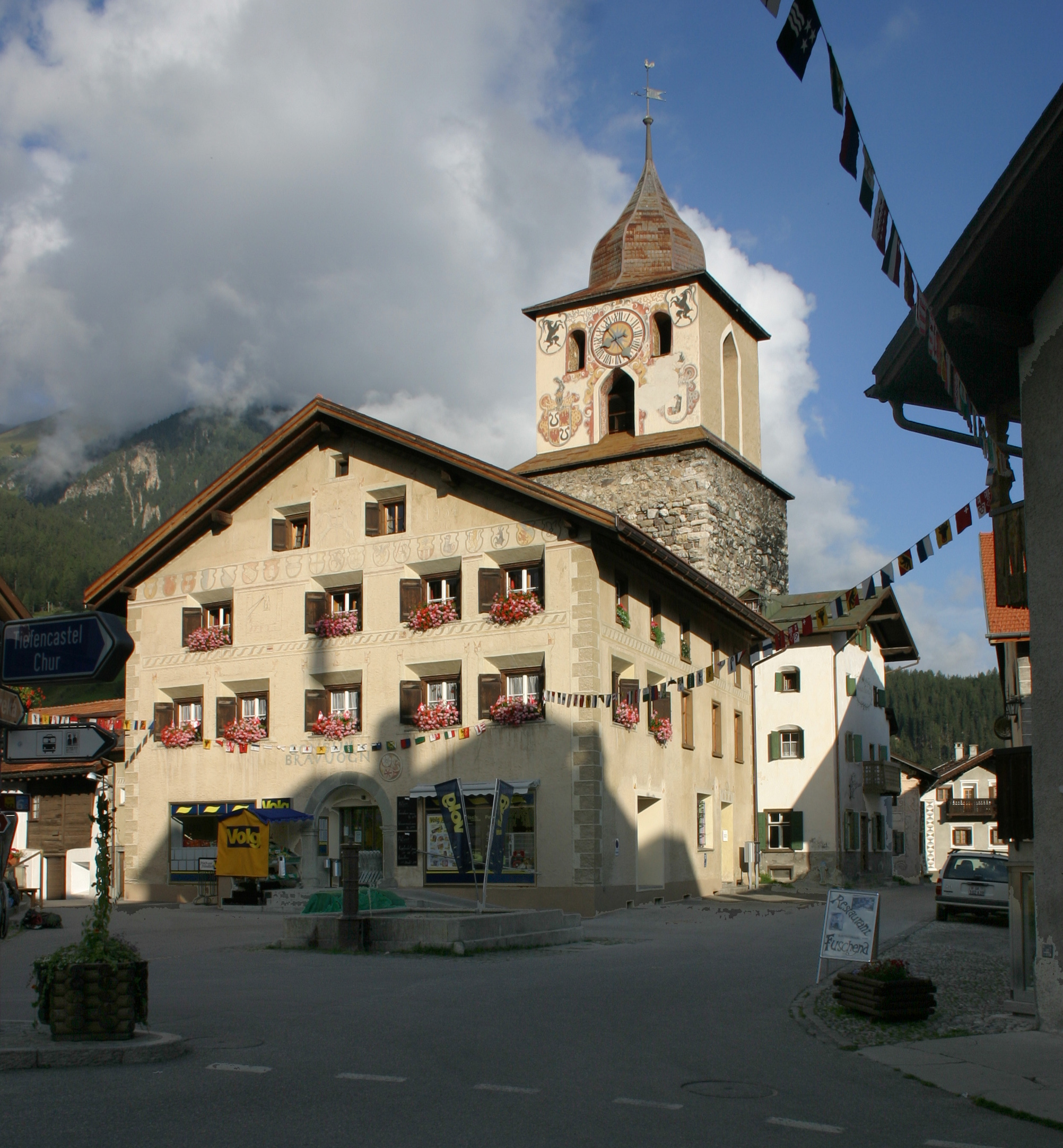
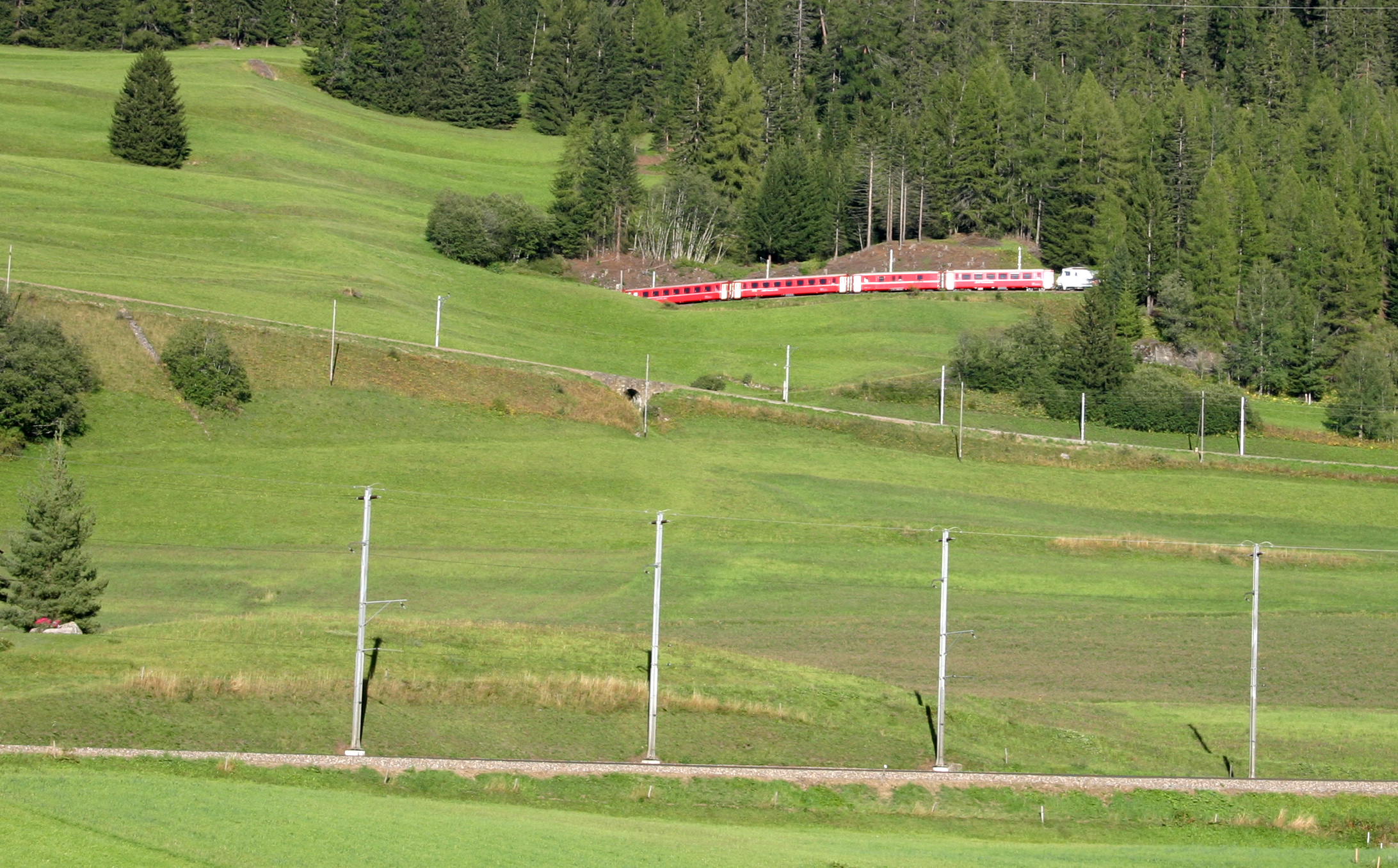
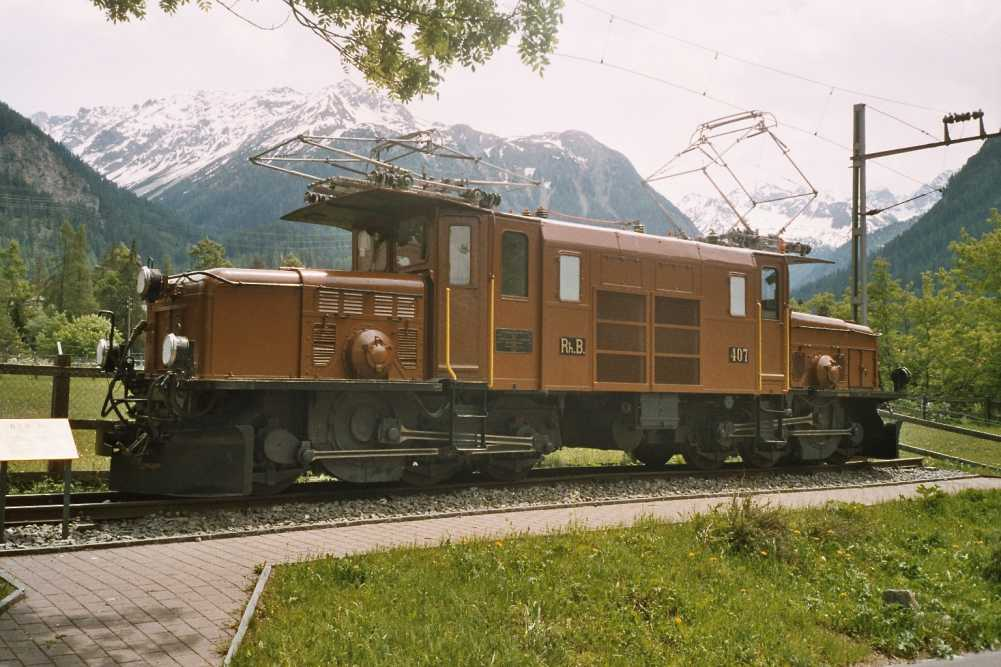
RhB Ge 6/6I407 bij Bahnmuseum Albula
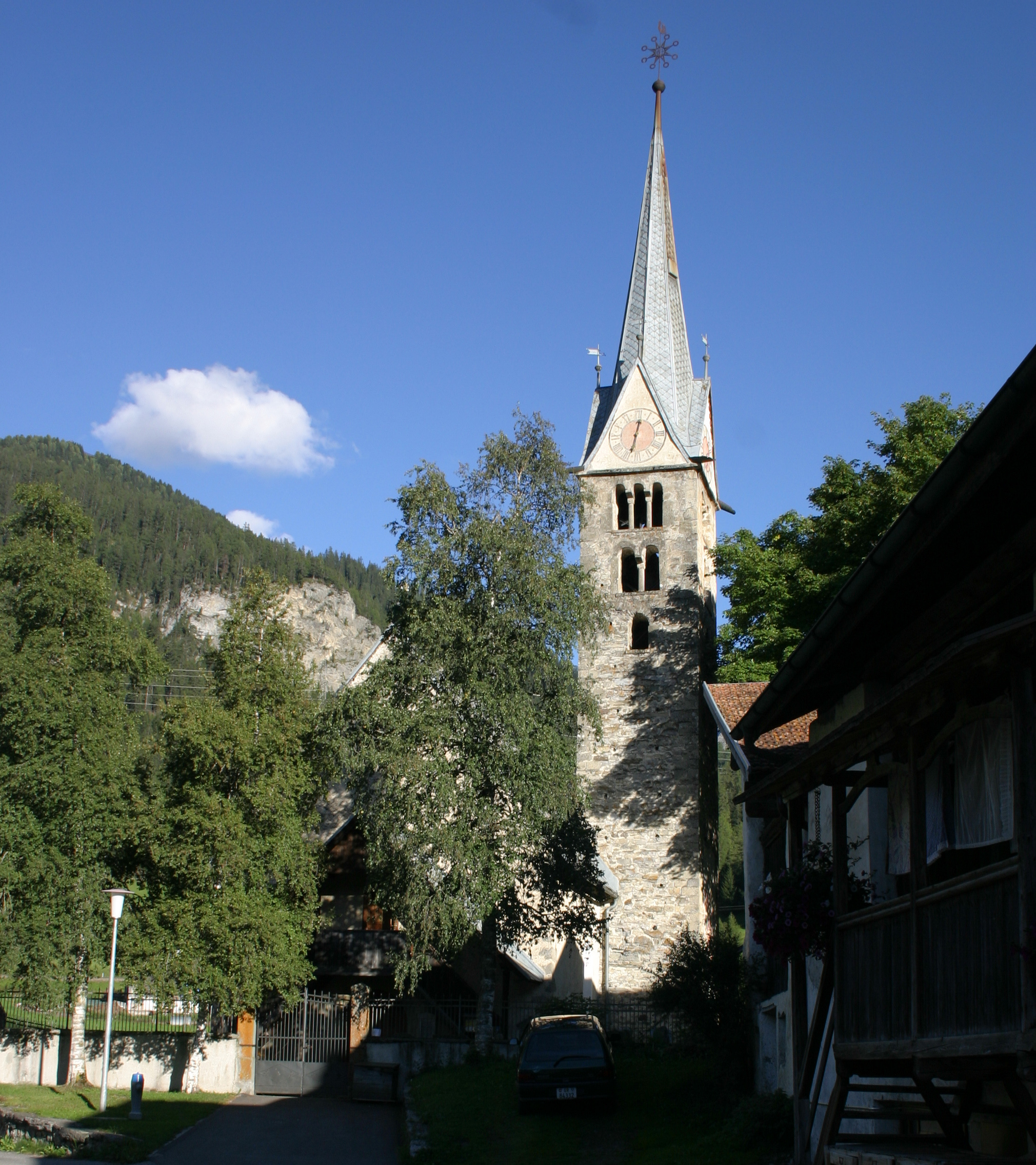
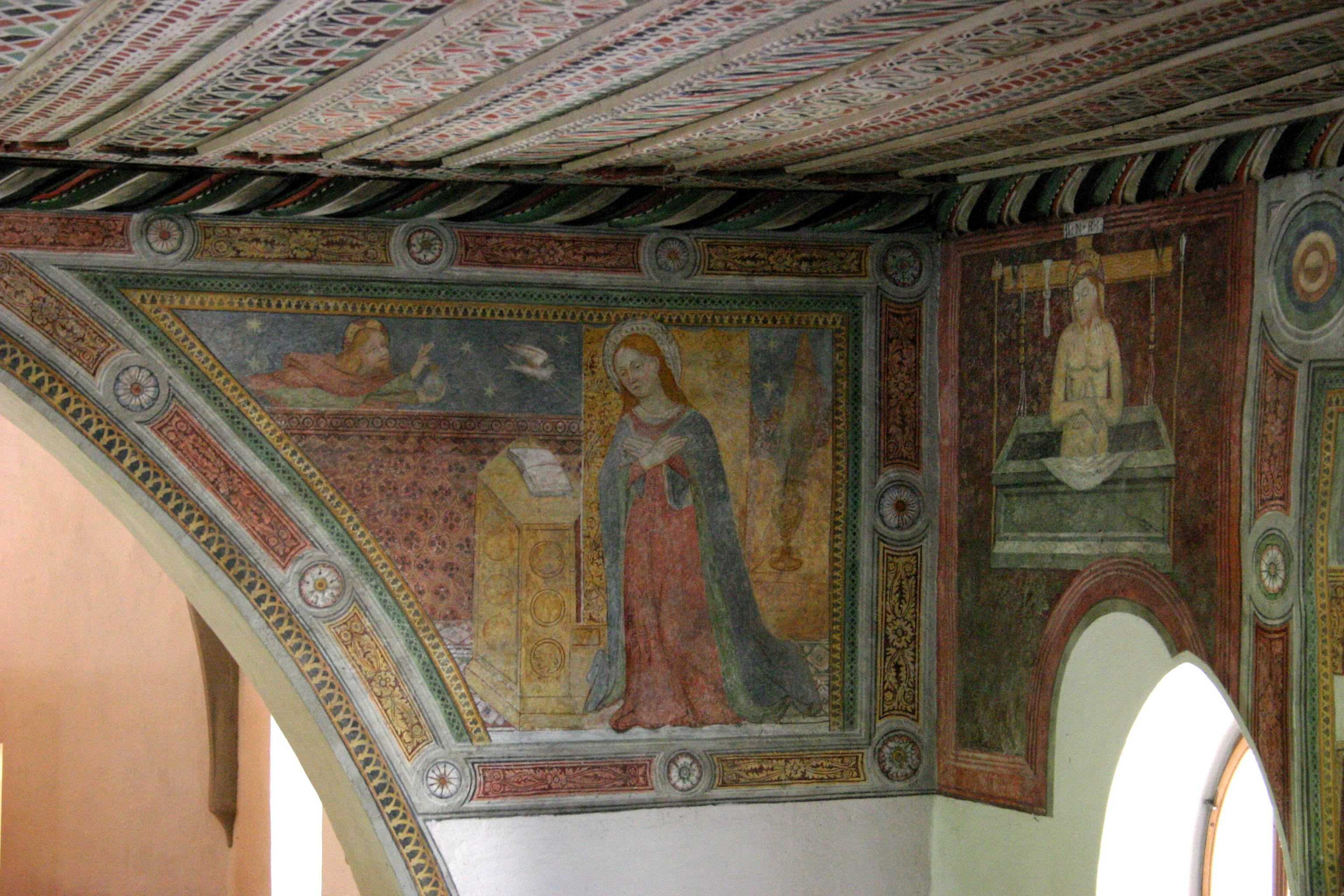
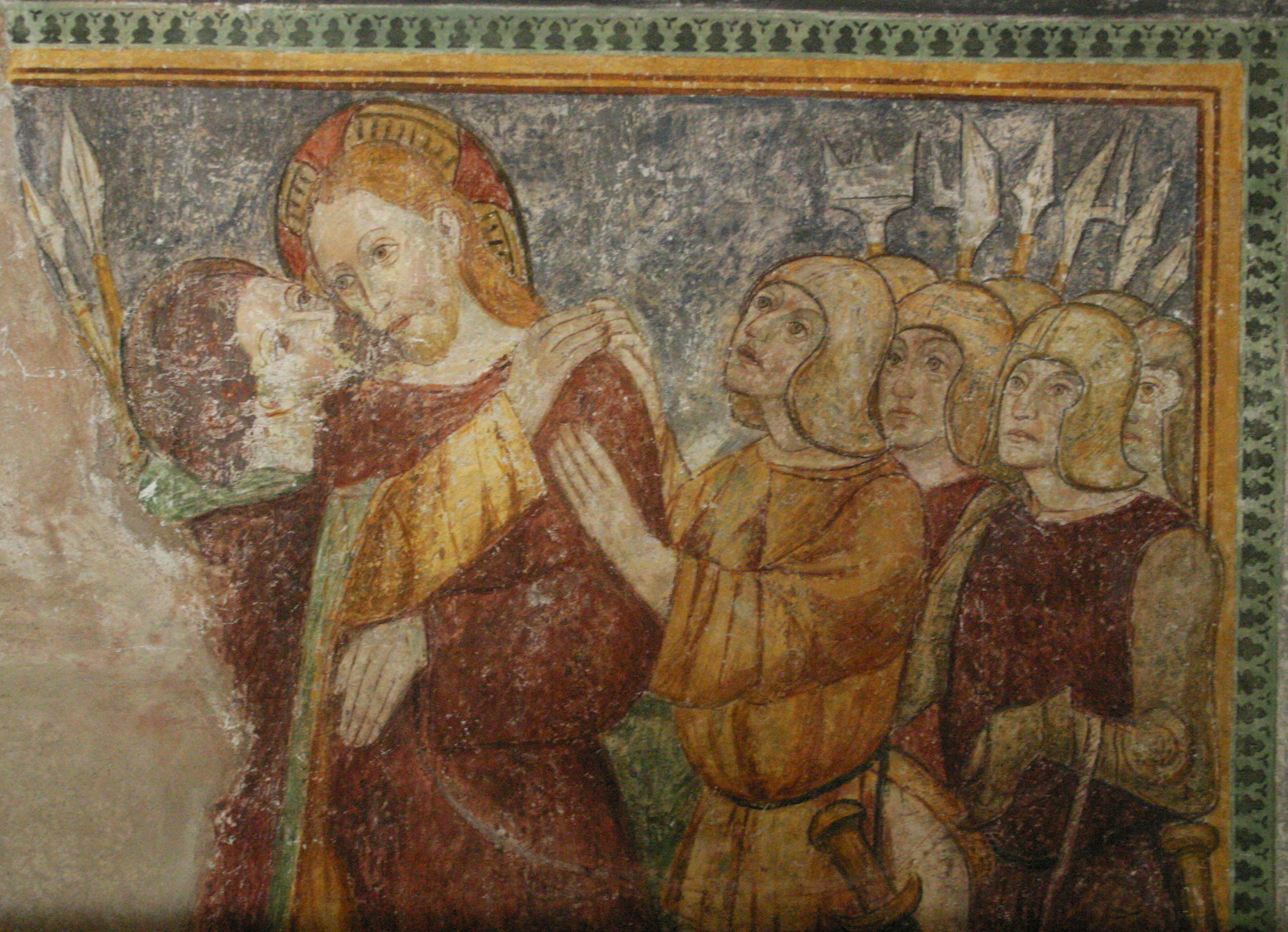